# Улица Кирова (Барнаул)
Улица Кирова — элемент городской инфраструктуры Барнаула. Проходит от Промышленной улицы (с перерывом Комсомольским проспектом) до проспекта Ленина.

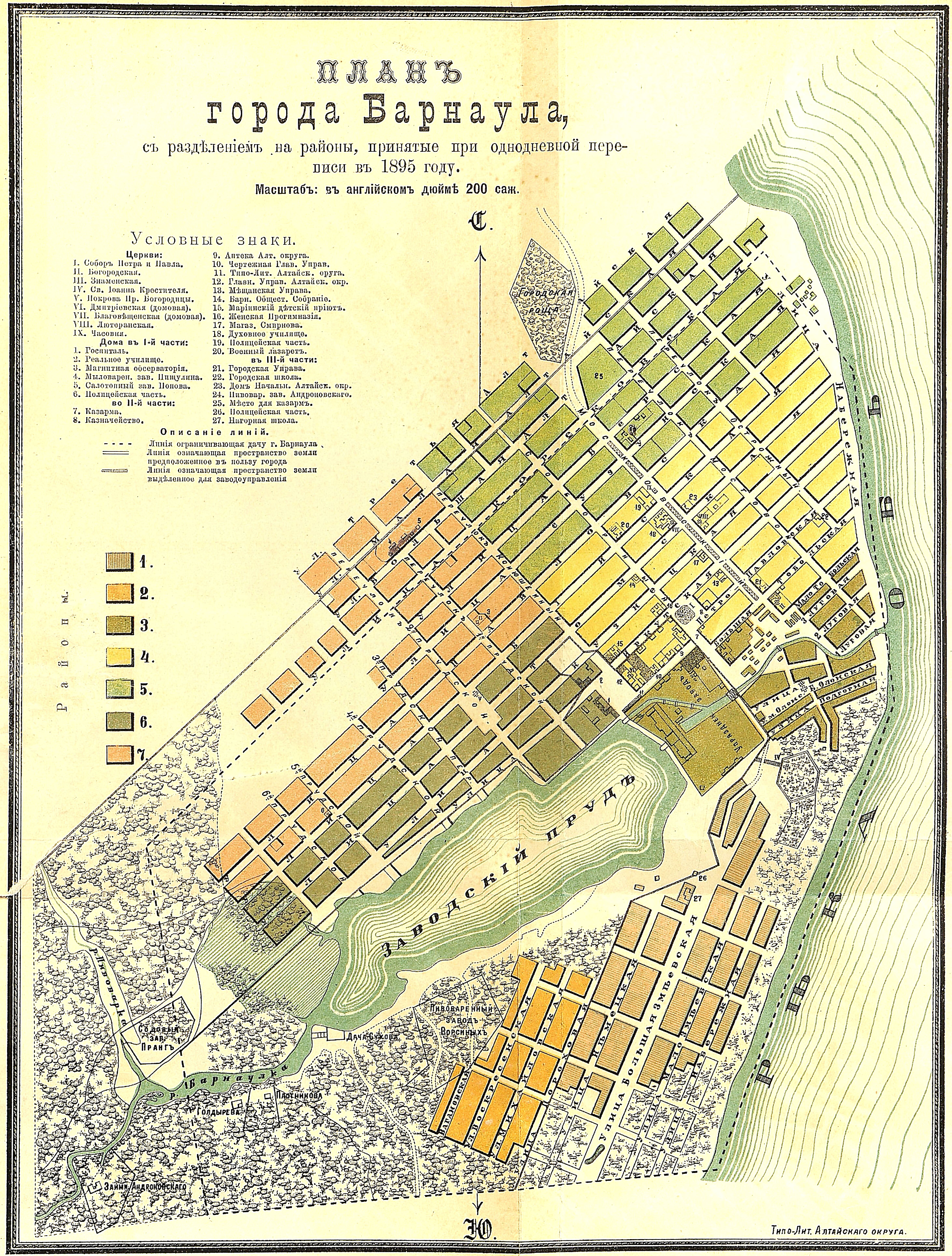
1895

Одна из границ кампуса Алтайского государственного технического университета.

## История

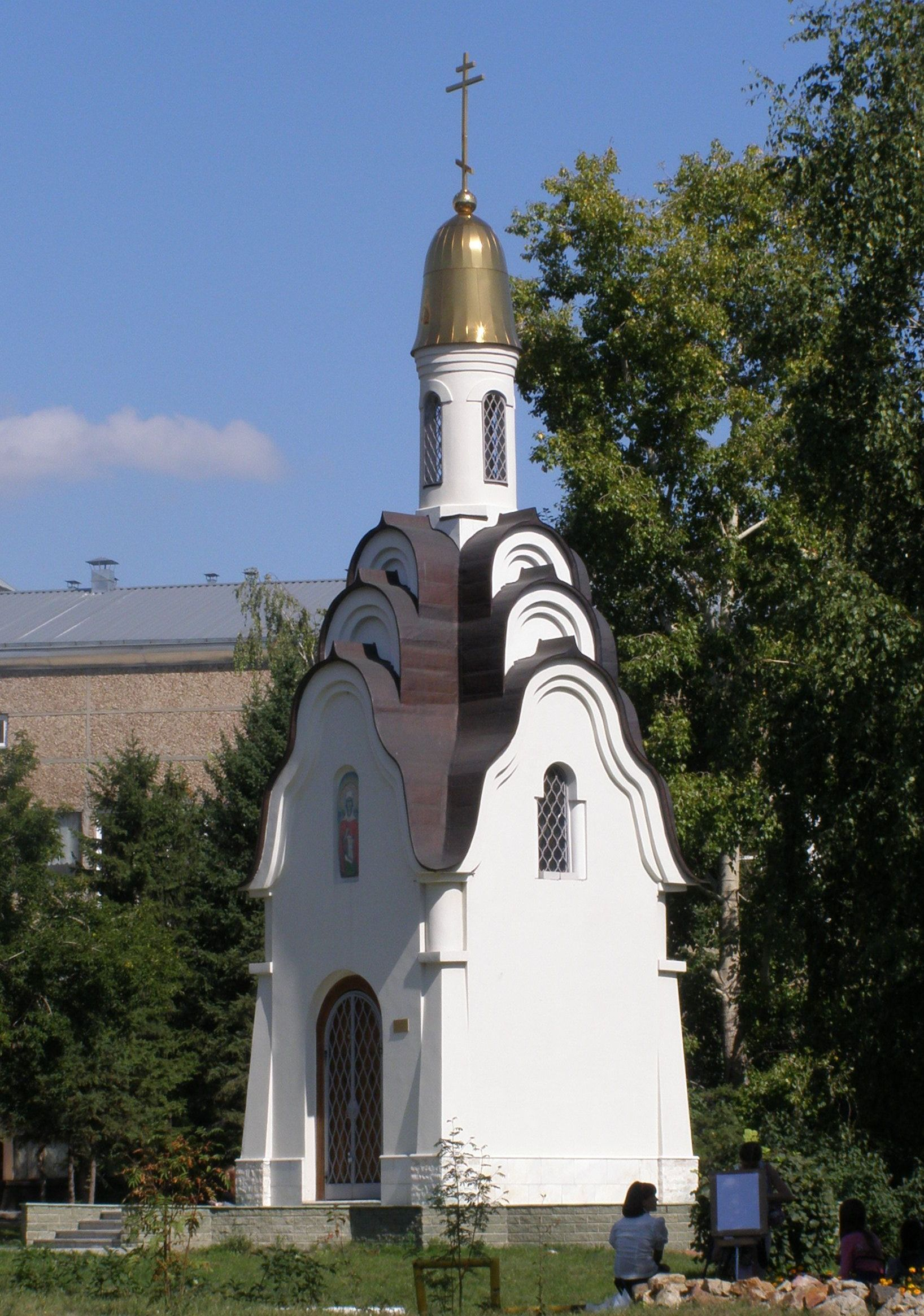
Часовня Татианы Мученицы

Появилась в конце XIX века при естественном развитии города в северном направлении. Первоначальное название — 3-я Алтайская.
Начинаясь от берега Оби, на плане города 1895 года была границей городской застройки и прерывалась городской рощей. Уже в 1907 году на плане города к северу от улицы указаны 4-я и 5-я Алтайские улицы.
В мае 1917 года строения на улице сгорели в грандиозном городском пожаре этой части города
Современное название с 1938 года в честь видного деятеля советского государства Сергея Мироновича Кирова (1886—1934).
В 2003—2004 годах на улице возведена часовня Татианы Мученицы.
30 августа 2017 года на д. 49 установлена мемориальная доска Ивану Жолобову

## Достопримечательности
Д. 51а — Крепостной театр
д. 60а — Часовня Татианы Мученицы (интересный пример современной интерпретации форм в стиле модерн)

## Известные жители
д. 49 — с 1955 по 1982 год жил писатель-фронтовик, командир партизанского отряда «Дружба», почётный сотрудник госбезопасности, полковник Иван Алексеевич Жолобов (мемориальная доска)